# GECT de communes : commune de Gorizia, ville de Nova Gorica et commune de Šempeter-Vrtojba
Le GECT de communes : commune de Gorizia, ville de Nova Gorica et commune de Šempeter-Vrtojba (en italien Territorio dei comuni: Comune di Gorizia, Mestna Občina Nova Gorica e Občina Šempeter-Vrtojba et en slovène Območje občin: Comune di Gorizia, Mestna Občina Nova Gorica in Občina Šempeter-Vrtojba) est un groupement européen de coopération territoriale créé le 15 septembre 2011.

## Sources

## Compléments